# Gita Hall
Gita Hall (Linköping, 6 de setembro de 1933 - 13 de agosto de 2016) foi uma modelo e atriz sueca-americana que foi a segunda esposa do ator Barry Sullivan e membra do "jet set" nos anos 1950 e 60. 
Hall nasceu Birgitta Wetterhall em Linköping, Suécia. Ela teve papéis menores em três filmes suecos em 1951-1952 e ganhou o concurso de beleza Miss Estocolmo em 1953. Colunista Broadway e rádio personalidade Walter Winchell "descobriu" a ela e tenho-a em filmes de Hollywood.
Hall apareceu com Sullivan no filme de 1958 Wolf Larsen e os dois foram casados desde 1958 até seu divórcio em 1961. Hall era a mãe da filha de Sullivan Patricia. Ela também apareceu com Audie Murphy e Eddie Albert, em The Gun Runners de Don Seigel, uma adaptação de To Have and Have Not de Ernest Hemingway.
Em 2013, Hall estabeleceu um processo legal, ela moveu contra a Lionsgate, a empresa de produção por trás da série de TV Mad Men para usar uma imagem dela adquirida a partir de um anúncio Revlon de 1960 do título da abertura da mostra credita sequência. A imagem foi tirada a partir de uma fotografia de Richard Avedon; os produtores tinham garantido a permissão da Revlon, mas não de Hall.